# Stenobermuda mergens
Stenobermuda mergens là một loài chân đều trong họ Stenetriidae. Loài này được Botosaneanu & Iliffe miêu tả khoa học năm 1999.